# (73453) Ninomanfredi
(73453) Ninomanfredi (2002 NJ34) – planetoida z pasa głównego asteroid okrążająca Słońce w ciągu 4,63 lat w średniej odległości 2,78 j.a. Odkryta 13 lipca 2002 roku.